# 簡斯維爾 (加利福尼亞州)
簡斯維爾（英語：Janesville）是位於美國加利福尼亞州拉森縣的一個人口普查指定地區。

## 地理
簡斯維爾的座標為40°17′48″N 120°31′27″W / 40.29667°N 120.52417°W，而該地最高點為海拔高度1292米（即4239英尺）。

## 人口
根據2010年美國人口普查的數據，簡斯維爾的面積為34.186平方千米，當中陸地面積為34.154平方千米，而水域面積為0.032平方千米。當地共有人口1408人，而人口密度為每平方千米41人。